# Ykkönen 2016
Die Ykkönen 2016 war die 23. Spielzeit der zweithöchsten finnischen Fußballliga unter diesem Namen und die insgesamt 79. Spielzeit seit der offiziellen Einführung einer solchen im Jahr 1936. Sie begann am 24. April und endete am 22. Oktober 2016. Als Absteiger aus der Veikkausliiga 2015 nahmen FF Jaro, sowie Relegationsverlierer FC KTP Kotka teil. Aufsteiger aus der Kakkonen waren Grankulla IFK und Kokkolan Palloveikot.

## Modus
Die zehn Mannschaften spielten jeweils drei Mal gegeneinander. Der Meister stieg direkt in die Veikkausliiga 2017 auf, der Zweitplatzierte konnte über die Relegation aufsteigen.  Die letzten beiden Vereine stiegen in die Kakkonen ab.

## Teilnehmer und ihre Spielstätten
| Verein               | Stadt       | Stadion                  | Kapazität |
| -------------------- | ----------- | ------------------------ | --------- |
| AC Oulu              | Oulu        | Raatin Stadion           | 6.996     |
| Ekenäs IF            | Raseborg    | Ekenäs centrumplan       | 2.500     |
| FC Jazz Pori         | Pori        | Stadion Pori             | 12.0000   |
| FF Jaro              | Jakobstad   | Jakobstads centralplan   | 5.000     |
| Grankulla IFK        | Kauniainen  | Kauniaisten keskuskenttä | 0700      |
| Haka Valkeakoski     | Valkeakoski | Tehtaan kenttä           | 3.516     |
| JJK Jyväskylä        | Jyväskylä   | Harjun stadion           | 3.000     |
| Kokkolan Palloveikot | Kokkola     | Kokkolan Keskuskenttä    | 2.000     |
| FC KTP Kotka         | Kotka       | Arto Tolsa Areena        | 4.780     |
| Turku PS             | Turku       | Paavo-Nurmi-Stadion      | 13.0000   |

## Abschlusstabelle
| Pl.             | Verein                   | Sp. | S  | U  | N  | Tore    | Diff. | Punkte |
| --------------- | ------------------------ | --- | -- | -- | -- | ------- | ----- | ------ |
| 1.              | JJK Jyväskylä            | 27  | 16 | 4  | 7  | 049:380 | +11   | 52     |
| 2.              | Turku PS                 | 27  | 16 | 3  | 8  | 060:380 | +22   | 51     |
| 3.              | FF Jaro (A)              | 27  | 12 | 8  | 7  | 047:330 | +14   | 44     |
| 4.              | AC Oulu                  | 27  | 12 | 7  | 8  | 050:310 | +19   | 43     |
| 5.              | Kokkolan Palloveikot (N) | 27  | 11 | 6  | 10 | 040:430 | −3    | 39     |
| 6.              | Grankulla IFK (N)        | 27  | 11 | 3  | 13 | 033:430 | −10   | 36     |
| 7.              | Haka Valkeakoski         | 27  | 8  | 8  | 11 | 042:460 | −4    | 32     |
| 8.              | Ekenäs IF                | 27  | 10 | 1  | 16 | 036:530 | −17   | 31     |
| 9.              | FC KTP Kotka (R)         | 27  | 6  | 10 | 11 | 047:500 | −3    | 28     |
| 10.             | FC Jazz Pori             | 27  | 4  | 8  | 15 | 035:640 | −29   | 20     |
| Stand: Endstand |                          |     |    |    |    |         |       |        |

Platzierungskriterien: 1. Punkte – 2. Tordifferenz – 3. geschossene Tore

| Zum Saisonende 2016: |                                                                     |
|                      |                                                                     |
|                      | Aufsteiger in die Veikkausliiga 2017                                |
|                      | Teilnahme an der Relegation zum Aufstieg                            |
|                      | Absteiger in die Kakkonen                                           |
|                      |                                                                     |
| Zum Saisonende 2015: |                                                                     |
| (A)                  | Absteiger aus der Veikkausliiga 2015: FF Jaro                       |
| (R)                  | Verlierer der Relegationsspiele: FC KTP Kotka                       |
| (N)                  | Neuaufsteiger aus der Kakkonen: Grankulla IFK, Kokkolan Palloveikot |

### Relegation
Aufstieg
|          | Gesamt |             | Hinspiel | Rückspiel |
| -------- | ------ | ----------- | -------- | --------- |
| Turku PS | 0:2    | Inter Turku | 0:0      | 0:2       |

## Torschützenliste
| Pl. | Name                   | Team                 | Tore |
| --- | ---------------------- | -------------------- | ---- |
| 01. | Aristote M’Boma        | AC Oulu              | 18   |
| 02. | Jussi Aalto            | FC KTP Kotka         | 15   |
| 02. | Iraklis Sirbiladse     | Kokkolan Palloveikot | 15   |
| 04. | Miko Hyyrynen          | Turku PS             | 14   |
| 05. | Elias Ahde             | Haka Valkeakoski     | 12   |
| 05. | Ilari Mättälä          | Turku PS             | 12   |
| 07. | Alberto Alvarado Morín | FF Jaro              | 11   |
| 08. | Saša Jovović           | Ekenäs IF            | 10   |